# Перенос ядер соматических клеток
В терапевти́ческом клони́ровании используется процесс, известный как пересадка ядер соматических клеток, (замена ядра клетки, исследовательское клонирование и клонирование эмбриона), состоящий в изъятии яйцеклетки (ооцита) из которой было удалено ядро, и замена этого ядра ДНК другого организма. После многих митотических делений культуры (митозов культуры), данная клетка образует бластоцисту (раннюю стадию эмбриона состоящую из приблизительно 100 клеток) с ДНК почти идентичным первичному организму.
Цель данной процедуры — получение стволовых клеток, генетически совместимых с донорским организмом. Например, из ДНК больного болезнью Паркинсона можно получить эмбриональные стволовые клетки, которые можно использовать для его лечения, при этом они не будут отторгаться иммунной системой больного.

## Применение
Стволовые клетки, полученные путём терапевтического клонирования, применяются для лечения многих заболеваний. Кроме этого, в настоящее время ряд методов с их использованием находятся на стадии разработки (лечение некоторых видов слепоты, повреждений спинного мозга, болезни Паркинсона и др.)

## Дискуссии о терапевтическом клонировании
Данный метод часто вызывает споры в ученой среде, под вопрос ставится термин, описывающий созданную бластоцисту. Некоторые считают, что неверно называть это бластоцистой или эмбрионом, так как оно не было создано оплодотворением, но другие утверждают, что при соответствующих условиях из него может развиться плод, и, в конечном счете, ребёнок — поэтому уместнее называть результат эмбрионом.
Потенциал для применения терапевтического клонирования в области медицины просто огромен. Некоторые противники терапевтического клонирования выступают против того факта, что данная процедура использует человеческие эмбрионы, при этом разрушая их. Другим же кажется, что подобный подход инструментализирует человеческую жизнь или, что тяжело будет разрешить терапевтическое клонирование, не разрешая при этом репродуктивного клонирования.

## Юридический статус технологии
По данным от 2006 года клонирование в терапевтических целях применяют в Великобритании, Бельгии и Швеции. В Японии, Сингапуре, Израиле и Корее разрешены исследования в этой области.
В Великобритании терапевтическое клонирование разрешено в научно-исследовательских целях и включено в Human Fertilization and Embryology Act (Акт об Оплодотворении и клонировании человека) в 2001 году.
Во многих других странах, терапевтическое клонирование запрещено, хотя законы постоянно обсуждаются и изменяются. 8.12.2003 страны ООН проголосовали против запрета на репродуктивное и терапевтическое клонирование, предложенного Коста-Рикой.
В России в настоящее время такая терапия не осуществляется, её юридический статус не определён, однако развитие технологии было приостановлено до момента определения статуса.